# Římskokatolická farnost Uničov
Římskokatolická farnost Uničov je územní společenství římských katolíků s farním kostelem Nanebevzetí Panny Marie ve šternberském děkanátu olomoucké arcidiecéze.

## Území farnosti
Do farnosti náleží území těchto obcí:
- Uničov (bez místních částí Renoty, Střelice a Dětřichov, které patří do farnosti Renoty)
  - farní kostel Nanebevzetí Panny Marie
- Želechovice
  - kaple sv. Cyrila a Metoděje

## Bohoslužby
| Kostel                  | Místo  | Bohoslužba (den)                                 | Hodina                | Poznámka     |
| ----------------------- | ------ | ------------------------------------------------ | --------------------- | ------------ |
| Nanebevzetí Panny Marie | Uničov | neděle pondělí úterý středa čtvrtek pátek sobota | 8.00 17.00 8.00 17.00 | Farní kostel |

## Duchovní správci
Od srpna 2018 byl v Uničově farářem R. D. Mgr. Oldřich Máša. Toho k 1. lednu 2019 nahradil jako administrátor R. D. ThLic. Dariusz Tomasz Trzaskalik.

## Aktivity farnosti
Farnost se zúčastňuje akce Noc kostelů, každý měsíc vychází (od roku 2005) farní časopis s názvem Pokoj vám. Funguje pastorační a ekonomická rada farnosti. Pravidelně se ve farnosti koná tříkrálová sbírka. V roce 2019 se při ní v Uničově vybralo 165 286 korun.